# Jüdischer Friedhof (Freudental)

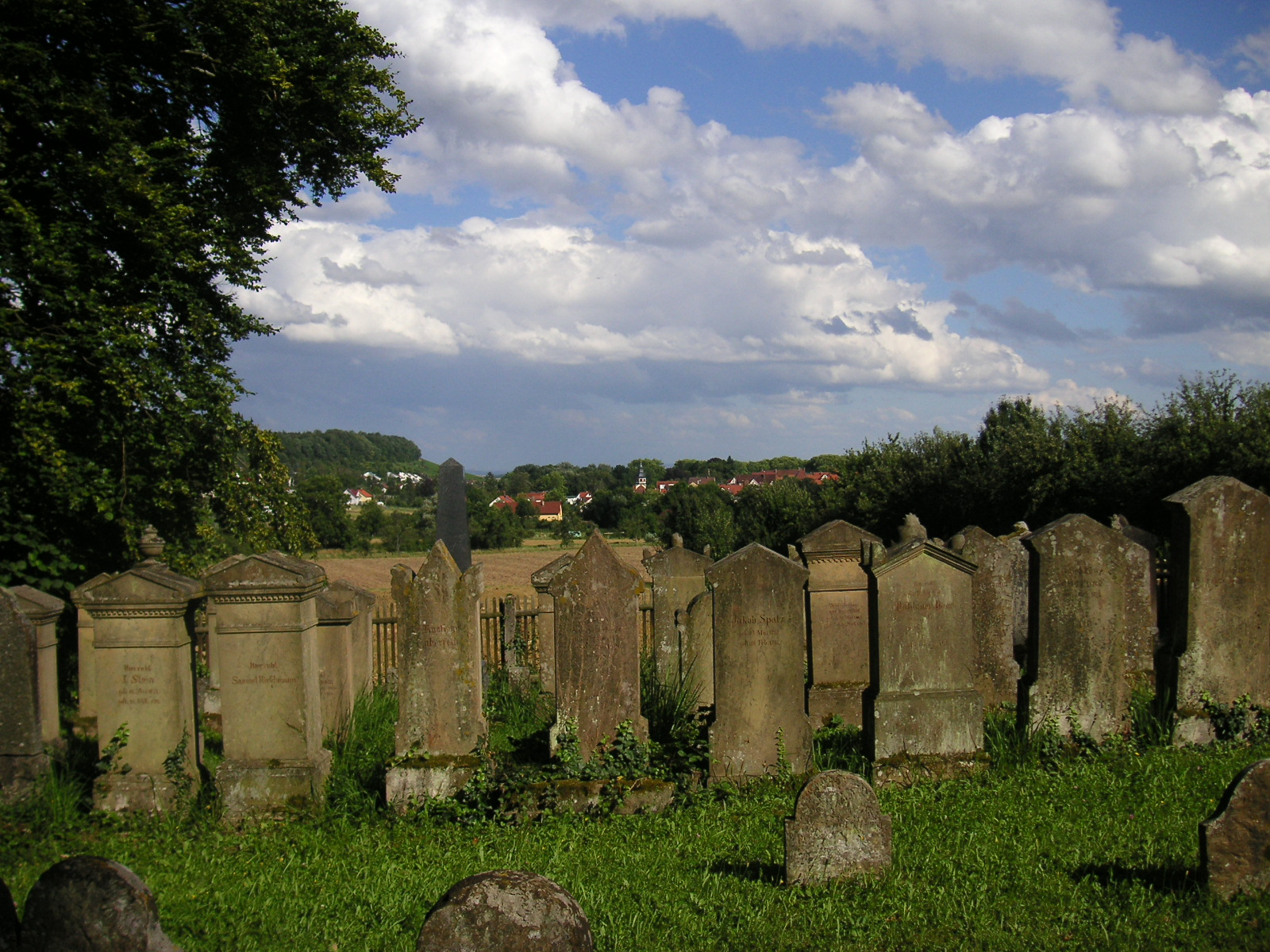
Jüdischer Friedhof in Freudental

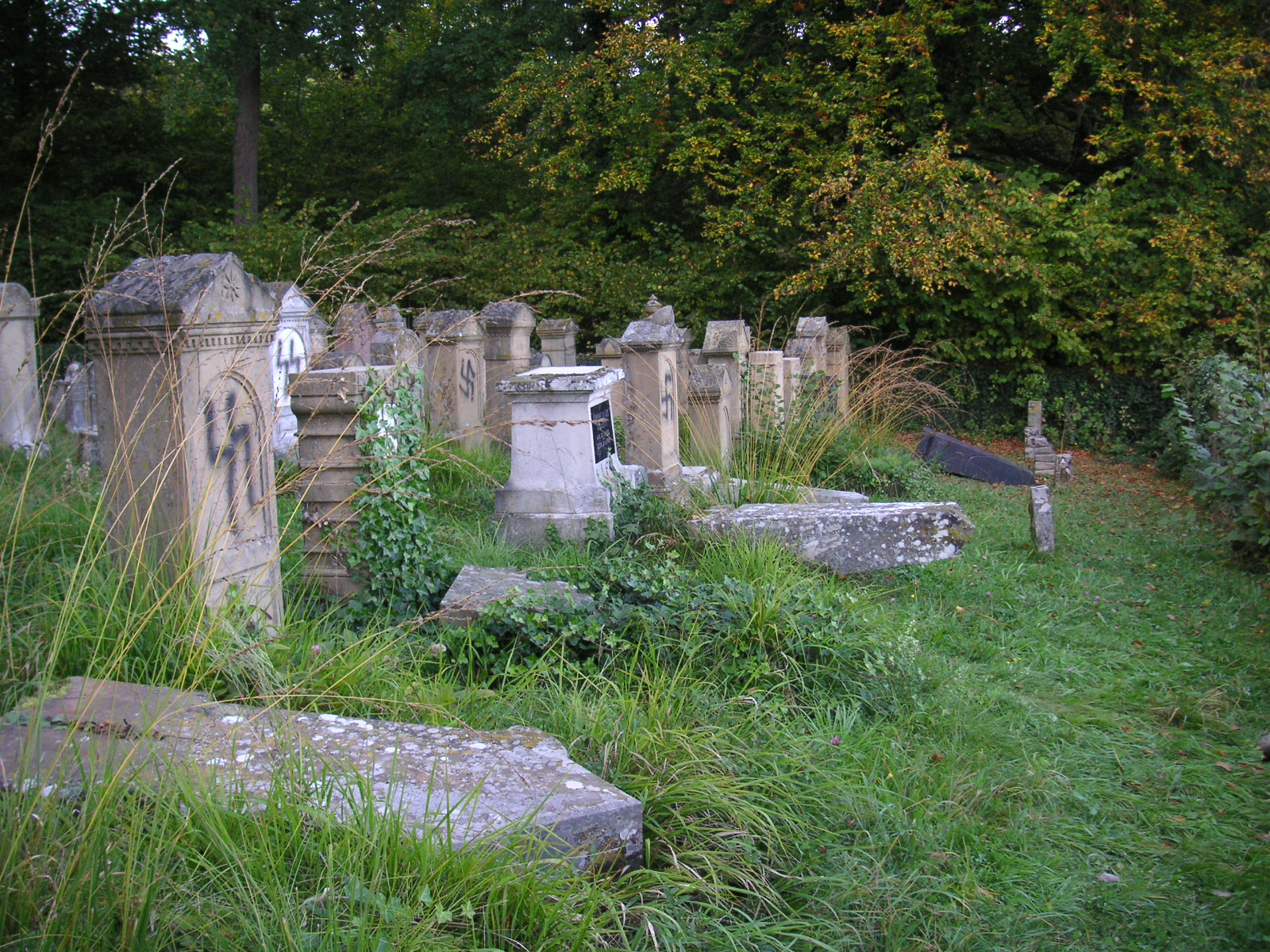
Jüdischer Friedhof in Freudental nach der Schändung vom 1. Oktober 2007

Der Jüdische Friedhof Freudental ist ein jüdischer Friedhof in Freudental, einer Gemeinde im Landkreis Ludwigsburg in Baden-Württemberg. Der Friedhof ist ein geschütztes Kulturdenkmal. Er befindet sich am Fuße des Seeberges, auf der Gemarkung Bönnigheim. Der Friedhof wurde Anfang des 19. Jahrhunderts angelegt.

## Geschichte
Die Jüdische Gemeinde Freudental unterhielt bereits ab 1723 einen jüdischen Friedhof, der jedoch 1811 eingeebnet wurde, um eine Fasanerie für den württembergischen König anzulegen. Vier Grabsteinfragmente befinden sich heute in der ehemaligen Synagoge Affaltrach.
Nach Schließung des alten jüdischen Friedhofes legte die jüdische Gemeinde einen neuen Friedhof am Nordwesthang des Steinbachtales an. Er hat eine Fläche von 24,92 Ar und die kleine Friedhofshalle (Taharahaus) ist erhalten. Die Toten der jüdischen Gemeinde Zaberfeld, die seit 1832 zur Freudentaler Judengemeinde zählte, wurden ebenfalls in Freudental beigesetzt.
Heute befinden sich auf dem Friedhof noch 435 Grabsteine (Mazewot), das letzte Begräbnis fand 1970 statt.
Am 1. Oktober 2007 kam es zu einer Friedhofsschändung, bei der 65 Grabsteine umgeworfen, unwiederbringlich zerstört oder mit Hakenkreuzen und anderen Nazi-Symbolen beschmiert worden sind.

## Anordnung

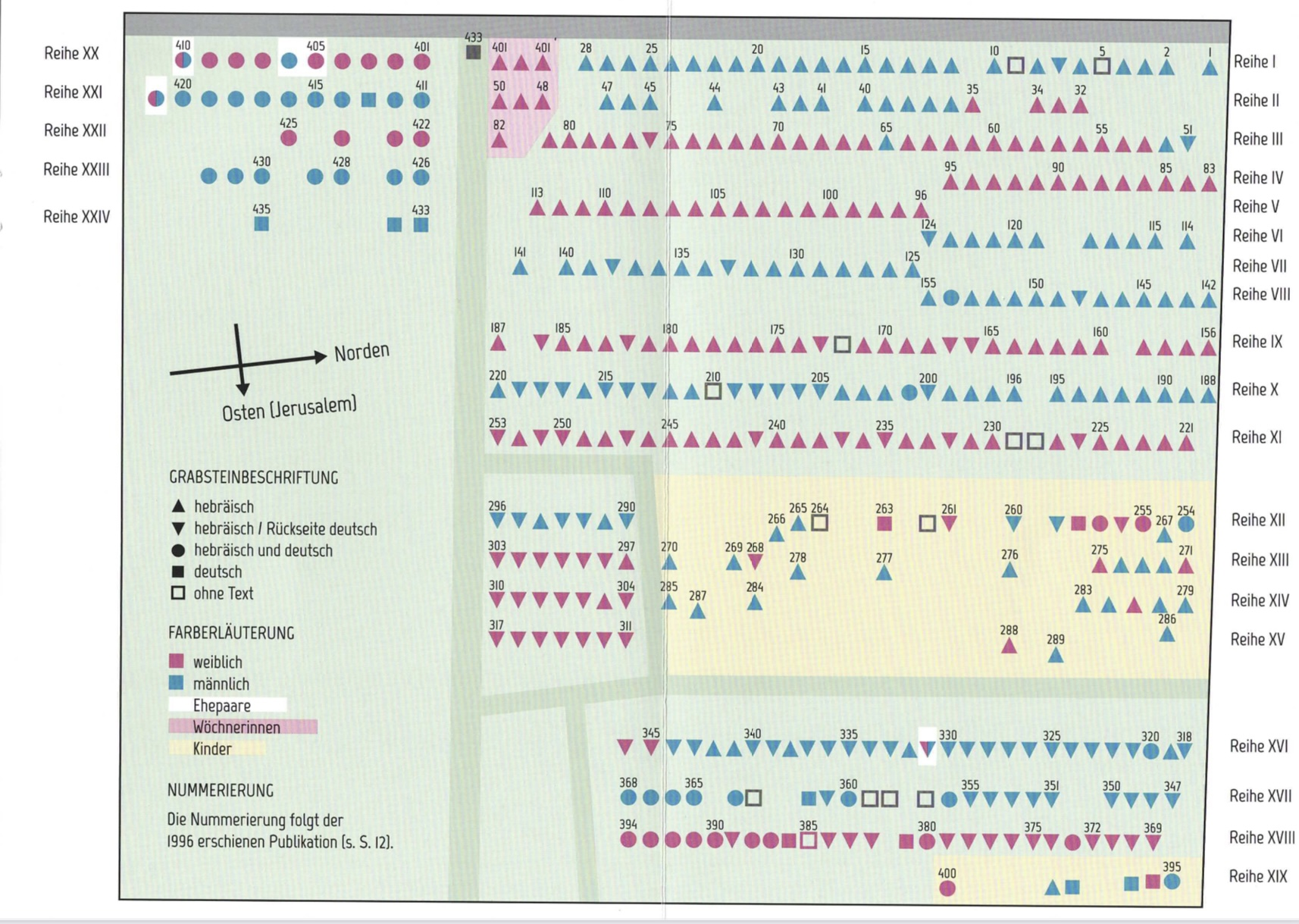
Friedhofsplan

Der jüdische Friedhof Freudental liegt, wie es in den jüdischen Rechtsvorschriften (Halacha) vorkommt, außerhalb des Ortes am Waldrand. Die Grabmale wurden nach Osten, somit in Richtung Jerusalem ausgerichtet. Man kann eine spezielle Anordnung des Friedhofs erkennen. Das gesamte Feld wurde durch einen Weg in zwei ungleichmäßige Teile geteilt. Der rechte Teil ist wesentlich größer als der linke Teil und gilt als altes Begräbnisfeld. Es besitzt etwa siebzehn Reihen, in dem sich die Grabsteine der Reihe nach befinden. In Gedenken, an die im Jahre 1914–1918 im Ersten Weltkrieg gefallenen jüdischen Soldaten wurde am Ende des Weges ein Gedenkstein hinterlegt. Auf dem neuen Begräbnisfeld des Friedhofs, das 1911 belegt wurde, befinden sich nur fünf Reihen. Die Beisetzung erfolgte in chronologischer Reihenfolge von hinten nach vorne, von rechts nach links. Man kann auch eine geschlechtergetrennte Reihenfolge erkennen. In einer Reihe wurden entweder fast nur Frauen oder nur Männer begraben. Die erste Reihe beginnt mit überwiegend Männergräbern. Diese Anordnung wurde erst im 20. Jahrhundert durch Familien bzw. Ehepaare unterbrochen. Für die Kindergräber wurde extra ein eigenes Feld besetzt. Die Reihen von 12–15 und 19 waren für die Kindergräber angelegt. Die Kinder wurden ausschließlich gemischt begraben und nicht nach der Trennung der Geschlechter. Zudem hatten auch die Wöchnerinnen ab 1821 ein eigenes Feld. Dieses Feld befand sich gleich rechts am Ende des Weges. Hier wurden insgesamt sieben Frauen begraben.

## Besonderheiten
Viele Grabsteine wurden mit jüdischen Symbole versehen, wie bspw.
- segnende Priesterhände
- Kannen oder Schalen
- Beschneidungsmesser
- Salbenfläschchen
- Davidsterne
- Mohnkapseln
- geflügelte Sanduhren
- geknickte Rosen

Manche Grabsteine haben zwei Inschriften, vorne auf Hebräisch und hinten auf Deutsch. Die erste deutsche Inschrift auf der Rückseite findet man auf einem Grabstein vom Jahr 1835. Von einer Familie Horkheimer die als Anhänger des Reformjudentums angehörten. Das Reformjudentum war von orthodoxen Juden nicht gerne gesehen. In Freudental hielten die meisten Juden an den vorgeschriebenen Traditionen fest. Die deutsche Inschrift beschränkte sich meist auf Namen und Geburts- und Todesdaten.